# Encarnación Cerón Ayuela
Encarnación Cerón Ayuela (Castrillo de Villavega, província de Palència, 25 de març de 1909 - Eivissa, 25 de juny de 2002) fou una monja castellana, de l'orde de les Canongesses Regulars Lateranenques de Sant Agustí, establerta a Eivissa. És venerada com a serventa de Déu per l'Església Catòlica.
De vocació religiosa des de jove, ingressà al monestir de Sant Cristòfol d'Eivissa o de "ses monges tancades". Hi destacà per la seva treball pel bé de la comunitat, de la que fou priora. Promogué l'exposició perpètua del Santíssim Sagrament al monestir. Marxà al Perú com a missionera durant uns anys. Novament a Eivissa, continuà la seva vida contemplativa al monestir fins que morí el 2002.
Per l'exemplaritat de la seva vida, la mateixa comunitat va demanar d'obrir-ne la causa de beatificació, que està en la seva primera fase de consideració.